# Karim Betina
Karim Betina es un deportista argelino que compitió en atletismo adaptado. Ganó cuatro medallas en los Juegos Paralímpicos de Verano entre los años 2004 y 2012.

## Palmarés internacional
| Juegos Paralímpicos | Juegos Paralímpicos   | Juegos Paralímpicos | Juegos Paralímpicos |
| Año                 | Lugar                 | Medalla             | Prueba              |
| ------------------- | --------------------- | ------------------- | ------------------- |
| 2004                | Atenas (Grecia)       | Medalla de oro      | Peso F32            |
| 2004                | Atenas (Grecia)       | Medalla de bronce   | Maza F32/51         |
| 2008                | Pekín (China)         | Medalla de oro      | Peso F32            |
| 2012                | Londres (Reino Unido) | Medalla de plata    | Peso F32/33         |